# 桃園市二二八紀念碑
桃園市二二八紀念碑，是位于臺灣桃園市蘆竹區綠2環保公園的二二八和平紀念碑，1999年落成時原設於新南公園，落成不足一年即搬至搬至現址。

## 歷史

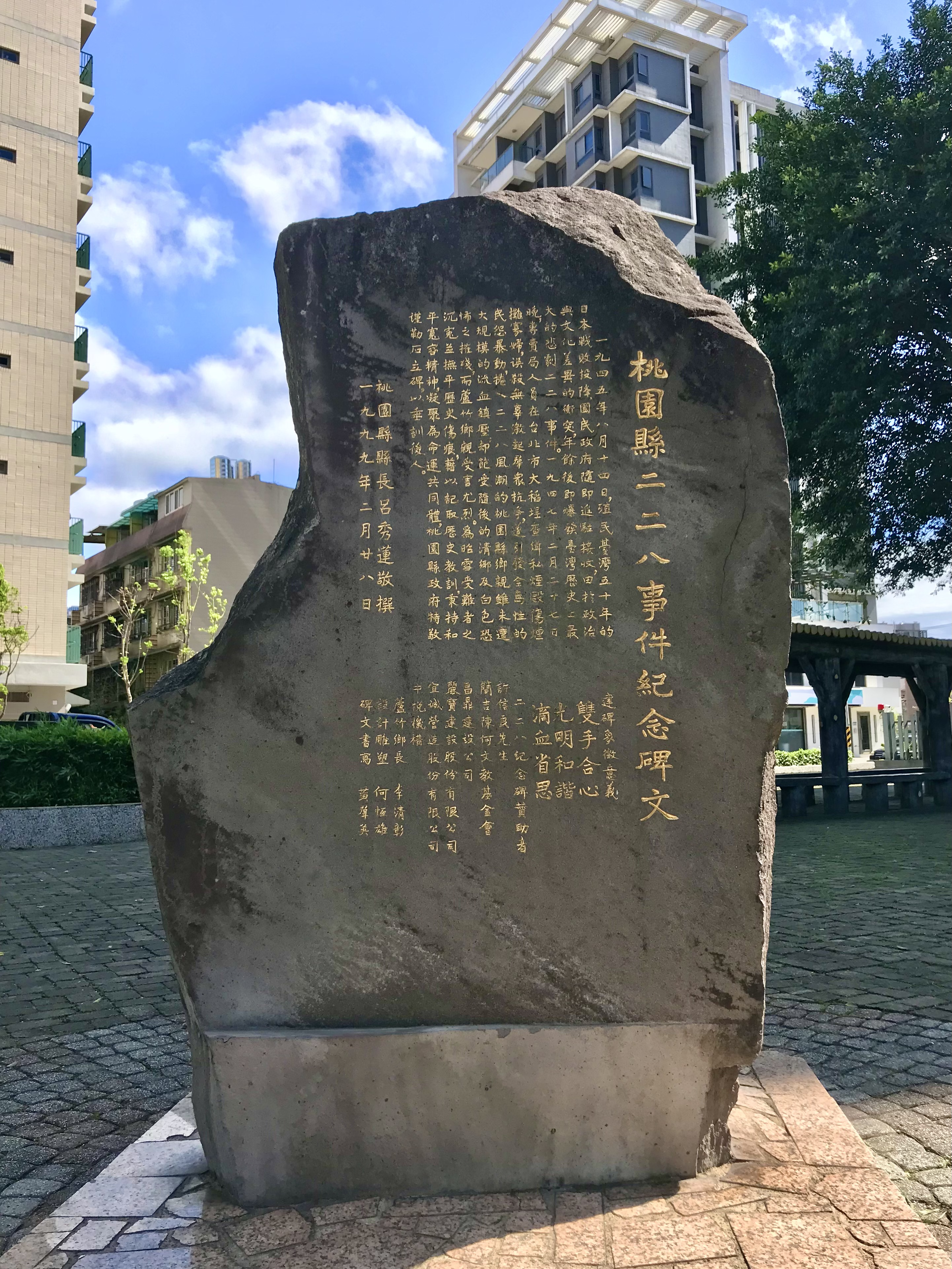
紀念碑文

二二八事件時，桃園以蘆竹受難者最多，達九十四人。至呂秀蓮任縣長時，選定在南崁交流道旁的新南公園豎立紀念碑。台灣藝術學院教授何恆雄所設計的碑體，是以流下血滴的合掌為造型，達6公尺高。其象徵意義是以「雙手合心、光明和諧、滴血省思」，來表達秉持和平寬容、記取歷史教訓，凝聚生命共同體的共識。紀念碑文為呂縣長所撰提、書法家黃群英書寫。當年新竹市民選出的新竹市二二八紀念碑也是合掌祈求造型，後來就更換。
 
1999年2月28日和平紀念日上午，由桃園縣副縣長陳惠國、許應深、立委許鍾碧霞、蘆竹鄉長李清彰、二二八受難者代表前縣議員呂傳芳共同主持舉行揭碑時，發生包商拖延到下午才把碑體運來，造成會場只有碑文的尷尬場面。設置後碑因遭南崁村民抗議像墓碑，所以蘆竹鄉公所在2000年初移到新開發的綠2環保公園。
因蘆竹鄉與縣政府溝通不良，搬遷後沒下一步動作，導致2000年紀念活動時遺族見到的碑是被帆布覆蓋綑綁的狀況。次日，代理縣長許應深到現場會勘，表示縣府會補助新台幣三百萬元作為周圍綠美化植栽費。鄉長李清彰也責成相關單位，以兩百五十萬元工程配合款作改善。至2001年1月中旬，場地已到收尾階段。施工方在碑後種有因道路拓寬而移植來此的榕樹，並設有仿木構休憩涼亭、花圃。該年2月28日，代理縣長許應深、蘆竹鄉長李清彰、觀音鄉長郭榮宗、立委吳克清、縣議員李訓求、林晉祿、黃政得共同參與揭幕。政黨輪替後曾因未舉行紀念活動，引起見證過二二八事件的中福村民詹元德透過鄉長李清彰向縣政府抱怨。

## 外部連結
- 台北二二八紀念館-全台紀念碑與紀念館-桃園市二二八紀念碑 （页面存档备份，存于）